# Kinnasjärvi
Kinnasjärvi är en sjö i kommunen Joensuu i landskapet Norra Karelen i Finland. Sjön ligger 136,3 meter över havet. Den är 22 meter djup. Arean är 1,39 kvadratkilometer och strandlinjen är 13,64 kilometer lång. Sjön  ingår i Jänisjokis huvudavrinningsområde.   Den ligger omkring 51 kilometer öster om Joensuu och omkring 400 kilometer nordöst om Helsingfors. 
I sjön finns öarna Monolansaari, Jänissaari och Vuohisaari. 